# Panaxia flavomaculata
Panaxia flavomaculata är en fjärilsart som beskrevs av Matsumura 1927. Panaxia flavomaculata ingår i släktet Panaxia och familjen björnspinnare. Inga underarter finns listade i Catalogue of Life.